# Bogoljub Vukajlović
Bogoljub Vukajlović — Lala (Bobota, kraj Vukovara, 25. svibnja 1921. — Gromačnik, kraj Slavonskog Broda, ožujak 1943.), bio je sudionik Narodnooslobodilačke borbe i narodni heroj Jugoslavije.

## Životopis
Rođen je 1921. godine u Boboti kraj Vukovara. Prije Drugoga svjetskog rata bavio se poljoprivredom. Godine 1940., u selo je stigao komunist Đoko Patković, koji je osnovao omladinsku organizaciju i čitaonicu „Srp i čekić“. Među posjetiteljima čitaonice bio je i Bogoljub Vukajlović. Početkom 1941. godine, postao je član Saveza komunističke omladine Jugoslavije.
Nakon okupacije Jugoslavije 1941. godine, pomogao je Patkoviću pri atentatu na dvojicu ustaša, koji su nadgledali vršidbu pšenice i sakupljali žito za njemačku vojsku. Bogoljub je izbjegao ustaškoj odmazdi u kojoj je strijeljano 30 seljaka i još 30 odvedeno u logore. Poslije toga se povukao u ilegalu.
Početkom 1942. godine, izašao je iz ilegalnosti i otišao na Dilj goru, gdje se pridružio diverzantskoj skupini Drugoga slavonskog odreda. Tada je uzeo nadimak Lala. Ubrzo je postao desetar, a zatim zapovjednik samostalnog diverzantskog voda. Vod je djelovao pretežito na željezničkoj pruzi i cesti Slavonski Brod–Beograd. Tijekom 1942. godine, Bogoljub je sa svojim vodom izvršio više od dvadeset diverzija na pruzi. U prosincu 1942. godine, na željezničkoj postaji u Vinkovcima digao je u zrak njemački transportni vlak. Član Komunističke partije Jugoslavije postao je 1942. godine.
Jedne ožujske večeri 1943. godine, diverzantska skupina je saznala za njemački transport, koji je išao za Istočno bojište, nakon čega je minirala prugu i napala vlak. Skupina je otvorila vatru na njemačke vojnike, ali ih je bilo previše, pa je Bogoljub naredio borcima povlačenje a on je ostao štiti im odstupnicu. Uskoro je bio ranjen, ali je nastavio s pružanjem otpora sve dok ga nisu ubili. Njegovo tijelo ostalo je tamo ležati, pa su noću došli njegovi suborci i pokopali ga na obronku kod Brodskih Zdenaca.
Ukazom predsjednika FNRJ Josipa Broza Tita, 27. studenoga 1953. godine, proglašen je za narodnog heroja Jugoslavije.
Danas njegovo ime nosi osnovna škola u Boboti, a u istom mjestu nalazi se i njegovo poprsje.